# Fördraget i Nertjinsk

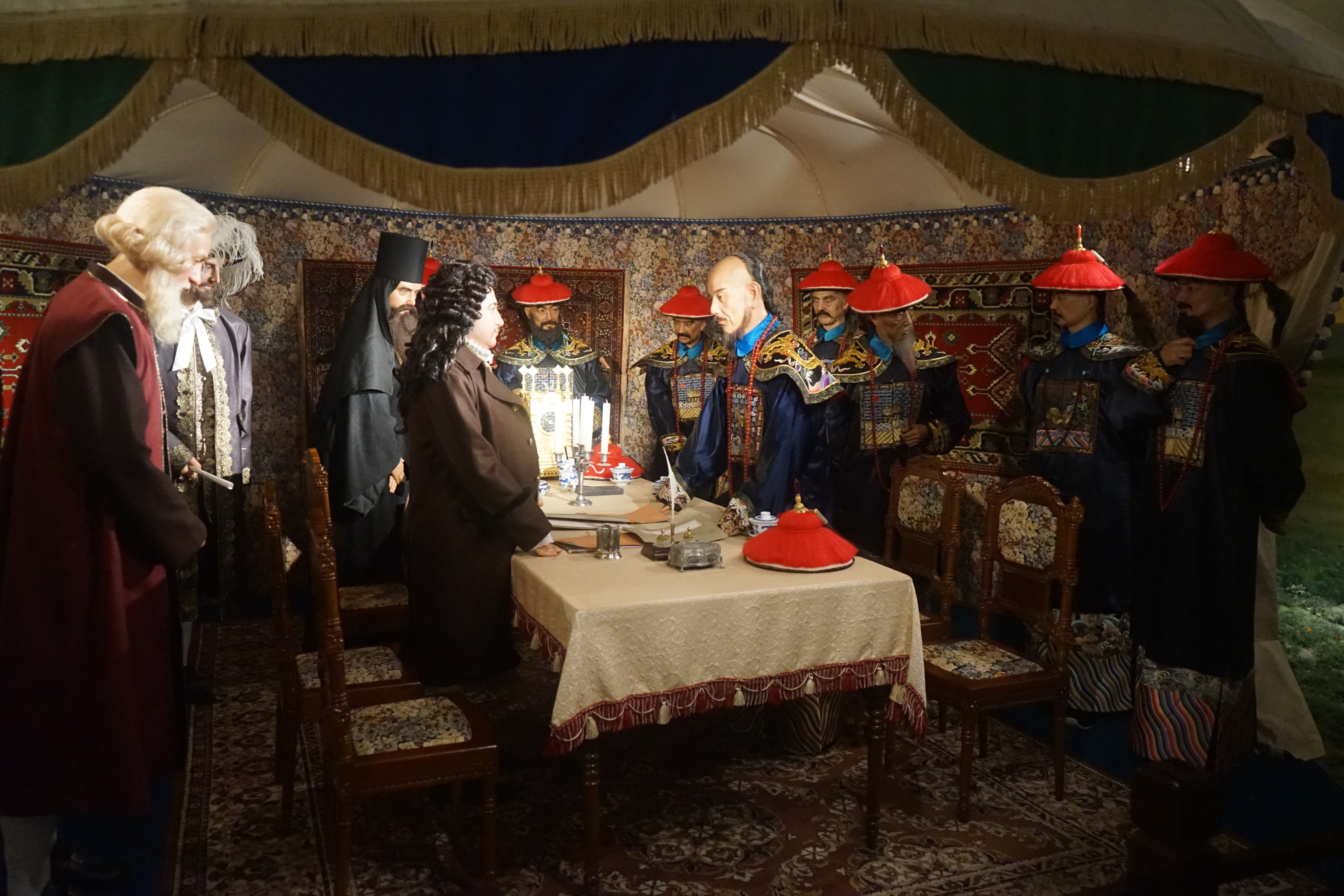
Scen över undertecknandet av Fördraget i Nertjinsk på Aihuis historiska museum

Fördraget i Nertjinsk var ett gränsfördrag som slöts den 27 augusti 1689 i Nertjinsk mellan Qingdynastins Kina och Ryssland efter en väpnad sammanstötning vid Amur-floden.
Med detta fördrag förlorade Ryssland tillgång till Japanska havet och tvingades överge utposten Albazin, men fick i gengäld upprätta handelsförbindelser med Kina. Gränsen mellan Ryssland och Qing-väldet skulle löpa längs Stanovoj-ryggen (norr om Amur) och floden Argun. Ryska Sibiriens södra gräns har gått ungefär längs samma linje som fördraget i Nertjinsk sedan dess. Fördraget markerade en vändpunkt i kinesisk utrikespolitik eftersom Ryssland behandlades som en part med vilken man förhandlade på lika fot snarare än en tributskyldig stat underställd Kina.
Fördraget avfattades på tre språk: ryska, latin och manchuiska, men inte på kinesiska. Från Qing-hovets sida användes missionärer från jesuitorden och deras insatser hade en väsentlig betydelse för förhandlingarnas utfall, som var mycket gynnsamma för Kina, då den ryska expansionen mot Stilla havet hejdades.
Fördraget reviderades till Rysslands fördel i Fördraget i Aigun 1858 och Fördraget i Peking 1860, som slog fast den rysk-kinesiska gräns som gäller än idag. Dessa fördrag räknas från kinesisk sida som ett av de "ojämlika fördragen" som följde efter landets nederlag i Opiumkriget.
- Wikisource har originalverk som rör Fördraget i Nertjinsk.

Den här artikeln är helt eller delvis baserad på material från norska Wikipedia (bokmål/riksmål), Nertsjinsktraktaten, 27 augusti 2008.